# 악언정
악언정(樂彦禎, ? ~ 888년)은 중국 당나라 말기에 활약했던 군벌로, 위박(魏博, 본부는 지금의 허베이성 한단 시) 번진(藩鎭)을 그곳의 절도사(節度使)로서 883년부터 888년까지 지배하였다. 본명 악행달(樂行達, 884년 개명).

## 생애

### 배경
악행달은 위박 번진의 수도 위주(魏州) 출신으로, 언제 태어났는지는 알려진 바 없다. 아버지 악소적(樂少寂)도 위박 번진의 장교로, 위박 번진 관하의 전주(澶州, 지금의 허난성 안양 시), 박주(博州, 지금의 산둥성 랴오청 시), 패주(貝州, 지금의 허베이성 싱타이 시)의 3주의 자사를 연달아 지냈고, 사후 공부상서(工部尙書)에 추증되었다. 악행달은 젊은 시절에 위박군의 군교(軍校)가 되었다. 한간이 절도사가 된 후, 악행달은 마보군 도우후(馬步軍都虞候)로 승진하였고, 후에 박주자사로 전임되었다.
882년 한간은 하양(河陽, 본거지는 지금의 허난성 뤄양 시) 번진을 일시 함락시켜 하양절도사 제갈상의 도주를 강요하였고, 악행달은 이 전투 중에 공적이 있었기 때문에, 한간은 그를 전주자사로 임명하였다.
883년 한간이 천평군(天平軍, 본거지는 지금의 산둥성 타이안 시) 번진을 공격하고 있었을 무렵, 제갈상은 기회를 틈타 하양 번진을 기습하여 탈환하였다. 이 소식을 들은 한간은 천평군 유후(留後) 주선과 강화하고, 재차 하양 번진을 공격하였으나, 제갈상의 부장 이한지에게 패하였다. 악행달은 한간의 패전을 틈타, 한간보다 먼저 위주로 가서 그곳을 점령하였다. 위박군 장병들은 악행달을 지지하여 한간을 대신하게 하였고, 한간은 이후 자신의 부하 병사들에게 죽임을 당했다. 당 희종은 악행달을 유후로 승인하였고, 그 해 연말에 정식으로 절도사에 임명하였다.

### 절도사로서
884년 희종은 악행달에게 악언정이라는 새 이름을 하사하였다. 또, 희종은 그에게 상서좌복야(尙書左僕射)의 명예 직함과 동중서문하평장사(同中書門下平章事)의 명예 재상직을 수여하였다.
정사의 기록에 의하면, 악언정은 사람됨이 교만방자 하였다고 전해진다. 그는 위박절도사의 자리에 앉고 나서부터, 곧바로 백성들을 징집하여 위주 내성(內城)을 수축하고 황하 대제방을 재건하게 하였는데, 둘 다 1개월 안에 완공할 것을 요구하여 백성들의 원성을 불러일으켰다. 게다가, 그의 아들 악종훈(樂從訓)은 포악하고 탐욕스러웠다고 전해진다.
884년 연말, 전 재상 왕탁이 의창군 절도사(義昌軍節度使, 본거지는 지금의 허베이성 창저우 시)로 부임하러 가던 도중에 위박 번진을 지나게 되었다. 왕탁이 동반한 시첩들의 대집단과 재물들의 행렬에 유혹된 악종훈은 수백 명을 모아 왕탁을 매복 습격하여, 왕탁과 그의 막료 300명을 죽이고 그 시첩들과 재물들을 탈취했다. 악언정은 왕탁이 도적들에게 살해당하였다고 조정에 보고하였는데, 조정에서는 최근 황소의 농민 반란군에게 극심한 타격을 받아서, 더 이상 추궁하지 못했다. 위박 백성들은 오래전부터 왕탁의 명망을 들어 알고 있어서 그의 죽음을 애석해 하였고, 이후 악종훈을 안 좋게 보았다고 전해진다. 그럼에도 불구하고, 여전히 조정에서는 악언정에게 개부의동삼사(開府儀同三司)와 사도(司徒, 삼공의 하나)의 명예직함을 수여하였다.
885년 인근 소의군(昭義軍, 당시 본거지는 지금의 싱타이 시에 있었다) 번진의 대장 마상(馬爽)이 절도사 맹방립에 맞서 반란을 일으켜, 자신과 불화하던 동료 대장 해충신(奚忠信)을 죽일 것을 맹방립에게 강요하였다. 하지만, 마상은 곧 패하여 위박 번진으로 달아나야 했다. 해충신은 악언정에게 뇌물을 주어 마상을 죽이게 하였다.

### 은퇴와 죽음
888년 위박 백성들은 악언정의 통치에 불만을 품게 되었다. 악종훈은 5백 명의 사병들을 모아 자신의 친위대로 삼았는데, 이를 ‘자장(子將, 아들의 장수들)’이라 하였다. 이것이 위박 고참병들의 원한을 불러일으켰다. 악종훈은 위박 고참병들이 자신에게 원한을 품고 있다는 것을 눈치채고는, 몹시 불안해서 위주에서 도망쳤다. 악언정은 곧 악종훈을 상주자사(相州刺史, 지금의 허베이성 한단 시)에 임명하였다. 악종훈은 이후 자주 위주로 사자를 보내 갑옷들과 금은보화들을 위주에서 상주로 가져오게 하여, 위박 고참병들을 더욱더 격노케 하였다. 고참병들이 반란을 일으킬 것을 두려워한 악언정은 사직하고 용흥사(龍興寺)에서 출가하여 승려가 되었다. (이 혼란 중에, 인근 번진의 선무군 절도사(宣武軍節度使, 본거지는 지금의 허난성 카이펑 시) 주전충이 악언정과 식량 공급 문제를 상의하러 위박 번진으로 파견한 사자 뇌업(雷鄴)이 피살되었다.)
위박 사병들은 도장(都將) 조문변(趙文㺹)을 유후로 추대하였다. 한편, 아버지가 은퇴를 강요당했다는 소식을 들은 악종훈은 3만 명의 병력을 이끌고 위주로 진군하였다. 조문변은 악종훈과 교전을 거절하였다. 조문변의 의도가 무엇인지를 잘 알지도 못한 위박 병사들은 그를 죽이고, 또다른 장령(將領) 나홍신을 우두머리로 추대하였다. 나홍신은 악종훈과 교전하여 그를 격파하고 그를 내황(內黃, 지금의 허난성 안양 시)으로 철수하도록 강요하였다. 위박군은 내황을 포위하였다. 악종훈은 뇌업이 위박 사병들에게 살해당한 일로, 주전충에게 구원을 요청하기로 결심하였다. 주전충은 부장 주진(朱珍)을 북쪽으로 파견하여, 위박 번진의 3개 성을 함락시키고 내황으로 진군하였으며, 거기서 그는 첫 전투에서 위박군을 격파하였다. 하지만 악종훈이 포위망을 돌파하려 할 즈음, 나홍신의 부장 정공신(程公信)이 그를 습격해 죽였다. 이후 악언정도 처형되었고, 부자 모두 위박 군영의 영문 앞에 효수되어 대중들에게 전시되었다. 나홍신은 이후 주전충에게 사자를 파견하여 사죄하는 동시에 그에게 예물을 보냈고, 주전충은 철군하여 나홍신이 더 이상의 반대 없이 위박 번진을 접수할 수 있게 하였다.

## 출전 및 참고 자료
1. 1 2 3 4 5  《구당서》, 권181.
2. 1 2 3  《자치통감》, 권255.
3. 1 2  《자치통감》, 권256.
4. 1 2  《자치통감》, 권257.

- 《구당서》, 권181.
- 《신당서》, 권210.
- 《자치통감》, 권255・256・257.

| 전임 한간 | 위박절도사 883년 ~ 888년 | 후임 나홍신 |